# AK-107

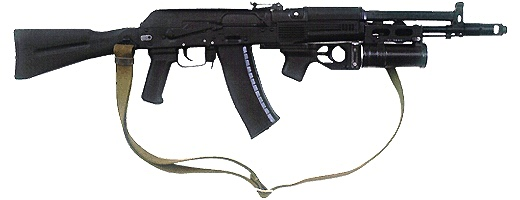
AK-107.

AK-107 är, liksom AK-108, en variant av den ryska automatkarbinen AK-101. Den använder kalibern 5,45x39mm och har en effektiv skjutavstånd på cirka 400 meter. Den använder en mekanisk buffert system där pistongen som rör sig bakåt i gasomladdningen har en syster pistong som rör sig framåt samtidigt, vilket drastiskt minskar upplevd rekyl. Det leder till en mycket effektivare automateldgivning men hjälper även i patronvis eld. Mekanismen har inte använts storskaligt p.g.a. kostnad och komplexitet i fält, vilket således leder till fler mekaniska problem och försvårar rengöring.